# Thud (brädspel)
Thud är ett brädspel utvecklat av Trevor Truran. Det är inspirerat av Terry Pratchetts böcker om Skivvärlden. Spelet liknar till upplägget de nordiska sällskapsspelen  hnefatafl och tablut från vikingatiden, men har moderniserats för att vara mindre ensidigt.
Målet i thud är att eliminera så många av motståndarens pjäser som möjligt. Deltagarna styr en armé av troll respektive en armé av dvärgar.  Trollen är starka pjäser men färre till antalet. Dvärgpjäserna är betydligt fler, men varje enskild dvärgpjäs är svag och behöver stöd från närliggande pjäser för att kunna hävda sig mot trollens övertag. De två sidorna i spelet har olika rörelseregler, tillika olika attackregler. 
Thuds spelbräde är en oktagonal skiva. Den är uppdelad i mindre fyrkanter, likt ett schackbräde.